# Nato (dibujante)
Renato Andrade, más conocido por su seudónimo artístico Nato (San Javier, 10 de junio de 1921 - Santiago, 12 de septiembre de 2006), fue un historietista y dibujante chileno, creador de personajes como Cachupín, Cucharita, Insolencio, Pirulín, Pituto o Ponchito, además de ser el dibujante que durante más largo tiempo dio vida a la tira cómica
Toribio, el Náufrago.

## Biografía

### Infancia
Hijo de agricultor, Renato Andrade pasó su niñez en el campo e hizo sus estudios primarios en escuelas rurales de la zona de su natal San Javier, en la región del Maule, donde vivió hasta los doce años. Fue a esa edad que su madre decidió emigrar a Santiago: quedando viuda, no creyó ser capaz de mantener a la familia en el campo.
En cuanto pudo, Nato comenzó a ayudar económicamente a su madre, para lo cual "se puso a barrer pelusas en una fábrica de ropa". Esa fábrica era la Yarur, la que no fue de su agrado, ante lo cual buscó otro trabajo.

### Inicios

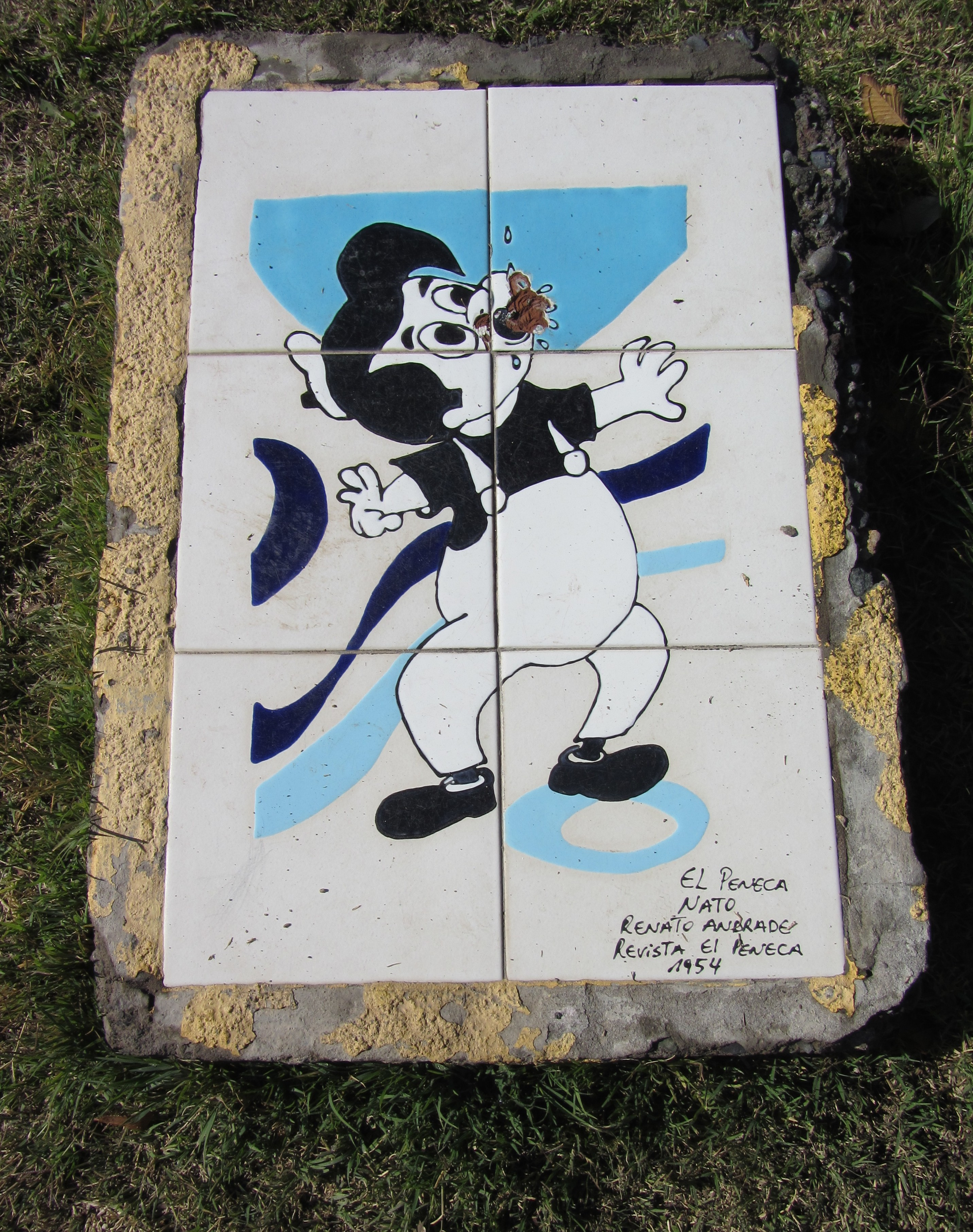
El Peneca, personaje de Nato para la revista homónima, 1954. Parque del Cómic de San Miguel.

Nato confesaba de chico era muy malo para dibujar, que no sabía nada de proporciones y que fue la casualidad la que llevó a la historieta al ver un día en los avisos del diario uno sobre cierto instituto que enseñaba dibujo por correspondencia. "Mandé a pedir informes sobre un curso de dibujo técnico porque lo único que había llegado a dibujar mejor en el colegio eran los mapas. Me mandaron todos los prospectos para un curso de dibujo humorístico y lo tomé. Constaba treinta dos lecciones del Instituto Pinochet Le Brun. Esto fue en 1937 y yo tenía 21 o 22 años", relató Nato en una entrevista de 2005. Resultó ser un alumno aplicado y talentoso, tanto por la mitad del curso el profesor, Eduardo Pinochet, le pidió que le ayudara en la corrección de las tareas. Lo que lo impulsó a inscribrirse en aquel curso que cambiaría su vida, fue su deseo de seguir ayudando a la familia y el recordar que, a pesar de se malo para dibujar, su maestro de la escuela de Orilla de Maule "le dijo que tenía bonita caligrafía".
A principios de los años 1940 lo contratan como dibujante para la Sección Propaganda del diario La Hora, donde hace avisos. En esa época, en 1941, la Editorial Zig-Zag saca la revista infantil El Cabrito y Nato se decide a probar suerte y hace una tira de tres cuadros, que es aceptada: así nació Pirulín.
Empezó también a trabajar en la revista Estadio, en Migajas, una sección sobre "anécdotas divertidas que ocurrían en el mundo del deporte". En palabras del dibujante: "Pasado un año, el director, que era don Alejandro Jaramillo, me dice: “Nato, a la revista le hace falta una historieta, necesitamos un personaje que sea deportivo”. Le llevé tres bocetos para que eligiera. Y escogieron uno. La anécdota es que yo no le puse nombre". Lo que sucedió es que Jaramillo organizó una comida "con todo el personal de la revista, periodistas, juniors y qué se yo", a la que cada uno debía llevar tres nombres para elegir el que llevaría la tira. "El nombre que ganó fue el de Cachupín, del fotógrafo deportivo Eugenio García. Él era descendiente de españoles y la palabra cachupín, según el diccionario de la Real Academia, es el ayudante que tiene un caballero. Nada que ver con el mono, pero fue acertado porque gustó". En Estadio, además de dibujante, fue durante 10 años diagramador de la revista.

### Madurez

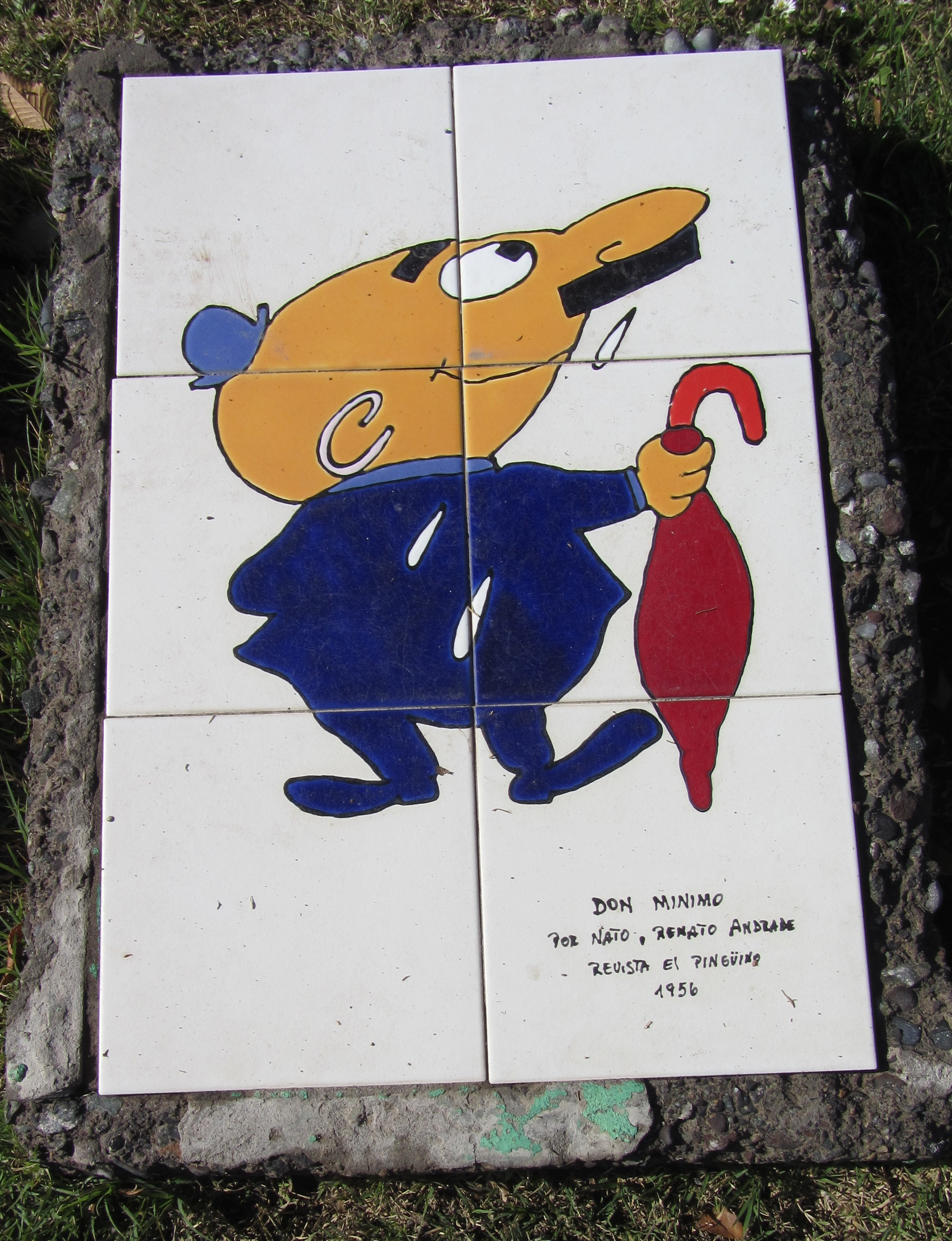
Don Mínimo, personaje de Nato para El Pingüino, 1956. Parque del Cómic de San Miguel.

En 1945 Nato se incorporó asimismo a Zig-Zag, donde integró el equipo de la picaresca Pobre Diablo. En las páginas de esta revista dará vida a Cucharita y comenzará a dibujar Toribio, el Náufrago, personaje que luego pasará a El Pingüino. Sobre este solitario habitante en una pequeñísima, adornada con una única palmera (esta dificultad para crear en ese entorno situaciones humorísticas, hicieron que Toribio "alcanzara altos grados de un humor absurdo y surreal"), el historietista comentó: "Ese personaje no lo creé yo", sino los directores de la revista de chistes picarescos Pobre Diablo que "se lo dieron a un dibujante llamado Pequén. Él lo hizo como un mes y se aburrió. Se lo llevaron a otro dibujante, el Mono Tejeda, que era muy bohemio. Lo dibujó un tiempo y un día se pegó una falla y, entonces, el director, don Daniel Sanhueza, me lo dio a mí. Lo dibujé tanto tiempo en Pobre Diablo y en El Pingüino que, a la larga, todo el mundo pensó que era mío".
En El Peneca dibuja las historietas Peneca y sus travesuras, Pocas Pecas y muchas portadas.
Nato llegaría a ser director de arte de la Empresa Periodística Guido Vallejos, donde permaneció 8 años encargado de la diagramación de las revistas Barrabases —donde crea dos historietas: Pituto, un niño futbolista, y Fanatincha, fanático de Colo-Colo como el mismo Andrade—, El Pingüino, la femenina Mi Vida, la de actualidad Flash, la fotonovela Cine Amor...
En 1966 se reincorporó a Zig-Zag como dibujante; diagrama y subdirige la revista Can Can. Después dibujó en la revista Remolino (suplemento infantil de Las Últimas Noticias) y en Pequeña Biblioteca, de La Segunda.
Fue también vicepresidente de la Asociación de Dibujantes de Chile, nacida para divulgar el cómic en el país.

### Legado

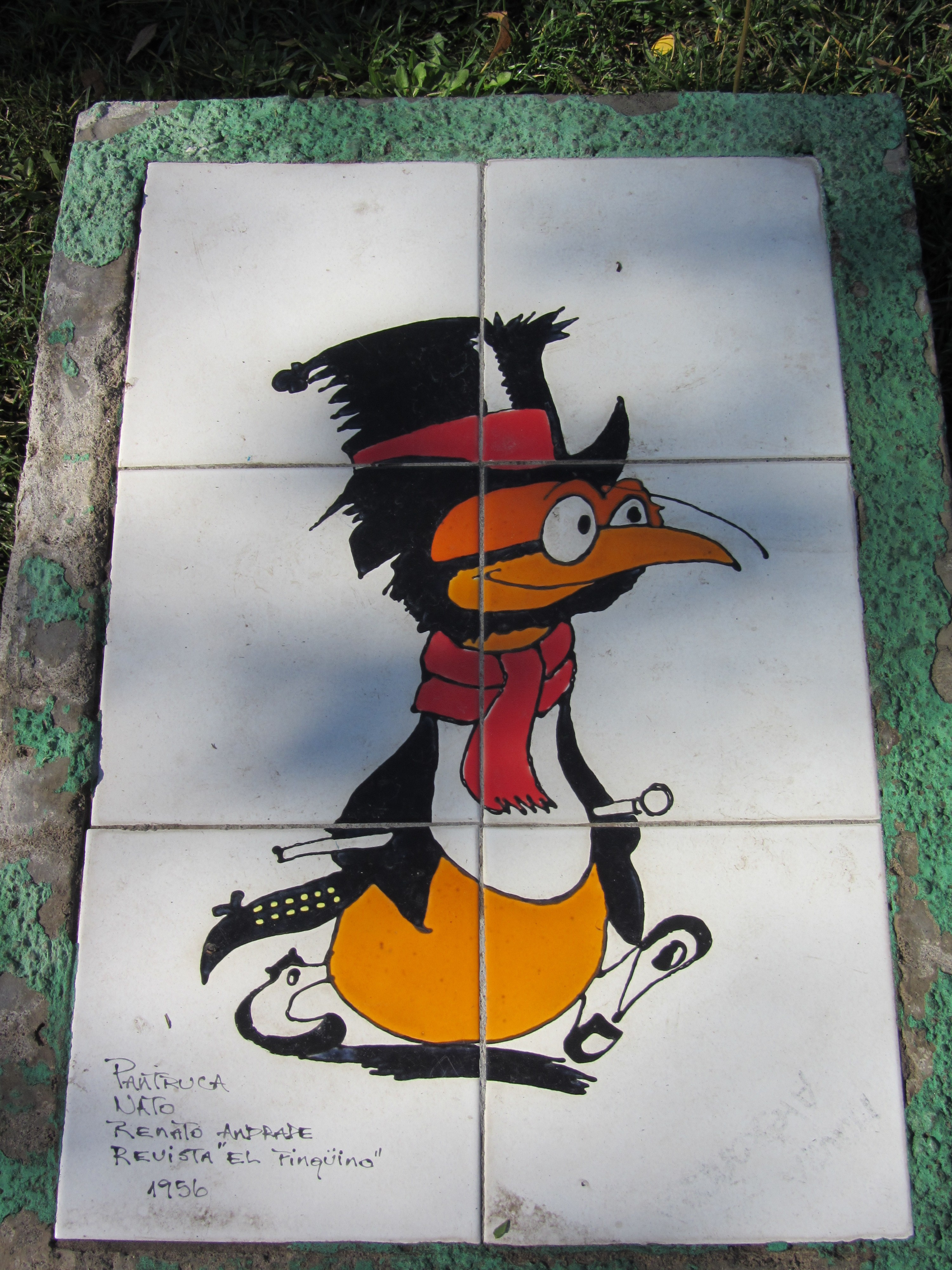
Pantruca, personaje de Nato para El Pingüino, 1956. Parque del Cómic de San Miguel.

Póstumamente han aparecido varios que compilan diferentes etapas de la obra de Nato, lo que ha sido posible gracias al trabajo realizado por el periodista José Blanco (Joblar), quien desarrolló una estrecha amistad con Andrade en la época en que este trabajaba como diagramador del citado suplemento infantil Remolino. En 2005 reunió las aventuras iniciales del huaso Ponchito, personaje que debutó en 1949 en la revista infantil Simbad. La importancia de este personaje radica en su carácter autobiográfico. Como explicó en alguna ocasión Nato: Ponchito "era huasito, un niño del campo, en que yo contaba más o menos mi historia. Ese personaje es el que me hizo ganar más plata. Como yo conocía bien el campo, todo lo que me pasó cuando niño lo llevé a chistes". Ponchito terminaría de publicarse en 2002, en la revista Nuestra Tierra, del Ministerio de Agricultura.
A fines de 2006 siguiente se publicó el recopilatorio Insolencio, alter ego del dibujante, según Blanco: "Insolencio decía todas esas cosas que Renato no se atrevía a decir", aseguró con motivo de la edición del libro. El año siguiente aparece el de Cachupín, y en 2008, Toribio, el Náufrago; todos los volúmenes recopilados por Joblar salieron en la editorial Videocarta. 
Claudia Andrade, la hija de dibujante, y el periodista e investigador de humor gráfico, Jorge Montealegre, publicaron en 2012  Nato. La sonrisa imborrable (Ediciones Asterion), obra sobre la vida, anécdotas y caricaturas de famoso historietista. "El libro es una biografía. Es la historia de un niño que llega a Santiago desde el campo, y que cuida a sus sobrinos pequeños, mientras estudia dibujo por correspondencia. Es la historia de una vida sencilla", comentó Montealegre con motivo de la aparición del libro.
San Javier, su ciudad natal, ha bautizado en Villa Matías una calle en su honor que lleva el nombre Caricaturista Renato Andrade.